# تيموك زاييتشار
نادي تيموك زاييتشار لكرة القدم (بالصربية:Фудбалски Клуб Тимок) نادي كرة قدم صربي . تم تأسيس النادي في سنة 1919 .